# Linkin Park
Linkin Park — американская рок-группа, основанная в 1996 году. Нынешний состав группы включает в себя вокалиста/ритм-гитариста/клавишника Майка Шиноду, соло-гитариста Брэда Делсона, басиста Дэйва Фаррелла, диджея Джо Хана, вокалистку Эмили Армстронг и барабанщика Колина Бриттэна. В период выхода первых семи студийных альбомов в составе группы были вокалист Честер Беннингтон и барабанщик Роб Бурдон. Linkin Park приостановили деятельность после самоубийства Беннингтона 20 июля 2017 года. В сентябре 2024 года было объявлено о воссоединении группы с Армстронг и Бриттэном в составе.
В целом творчество Linkin Park характеризуется стилями альтернативный рок и ню-метал; ранний период представляет собой смешение хэви-метала и хип-хопа, поздний включает больше элементов электроники и поп-музыки. Дебютный альбом Hybrid Theory (2000) принес группе мировую известность и приобрел «бриллиантовый» статус RIAA. Следующий альбом, Meteora (2003), закрепил успех, дебютировав на #1 строчке чарта Billboard 200. На третьем альбоме, Minutes to Midnight, группа начала эксперименты со звучанием. В конце 2000-х коллектив был в числе самых успешных и популярных рок-групп. На четвёртом альбоме, A Thousand Suns (2010), стало значительно больше элементов электронной музыки, в то время как на пятом, Living Things (2012), группа попыталась объединить стилистические наработки всех предыдущих периодов творчества. На The Hunting Party (2014) Linkin Park вернули более тяжёлое роковое звучание, а седьмой альбом, One More Light (2017), характеризуется уходом в поп-музыку. Релиз восьмого студийного альбома группы From Zero, первого альбома после воссоединения группы, состоялся 15 ноября 2024 года.
Группа Linkin Park является одним из самых успешных музыкальных исполнителей, распродав свои альбомы тиражом более 100 миллионов копий. Группа получила две премии «Грэмми», две «American Music Award», две «Billboard Music Award», четыре «MTV Video Music Awards», десять «MTV Europe Music Awards» и три «World Music Awards». Бывший вокалист группы Честер Беннингтон признан одним из величайших рок-вокалистов своего поколения. 

## История

### 1996—2000: образование и ранние годы
Группа Linkin Park была основана в 1996 году тремя школьными друзьями — Майком Шинодой, Брэдом Дэлсоном и Робом Бурдоном. Изначально она называлась SuperXero, позже название сменили на Xero. В её составе были Майк, Брэд, Джо, Дэйв, Роб и Марк. Несмотря на ограниченные ресурсы, они начали запись нескольких песен в спальне Шиноды, которая и стала первой студией группы. После отказов многих лейблов от контракта с группой, напряжения и недовольства в ней становилось всё больше. В результате Марка попросили покинуть группу из-за плохого вокала, Дэйву Фарреллу также пришлось оставить их, так как у его другой группы начался тур. Xero затратила значительное время на поиски замены Марка, пока ребята не узнали об одном вокалисте, проживающем в Аризоне — Честере Беннингтоне. Через своего знакомого Джеффа Блу, вице-президента Zomba Music, музыканты позвонили Беннингтону и попросили выслать им запись его вокала. Беннингтон, оторвавшись от празднования своего дня рождения, записал демокассету и дал прослушать её ребятам по телефону. Его уникальный голос произвёл на группу огромное впечатление. На следующий день Честер прилетел в Лос-Анджелес. После того, как он согласился присоединиться к группе, она стала называться Hybrid Theory. Идея о смешивании стилей вокала дала толчок для сочинения нового материала, что помогло возродить группу. Наступили времена перемен. У ребят возникли проблемы с британской электронной группой, которая имела название Hybrid и обвиняла их в плагиате, поэтому Честер Беннингтон придумал новое название для группы — Lincoln Park, потому что он постоянно ходил в студию именно через этот парк в Санта-Монике. Но домен lincolnpark.com был занят. В английском языке фамилия Lincoln произносится как «линкин», и группа назвалась Linkin Park, получив домен linkinpark.com.

### 2000—2002:Hybrid TheoryиReanimation
В 1999 году группе удалось заключить контракт с Warner Bros. Records. На следующий год группа выпустила дебютный альбом Hybrid Theory, содержавший материал, копившийся много лет. Продюсером альбома стал Дон Гилмор. Альбом стал триумфом группы и разошёлся тиражом более 30 млн экземпляров, а за песню «Crawling» группа получила «Грэмми» в номинации «Лучшее исполнение в стиле хард-рок». Песни из альбома — «Crawling», «One Step Closer» и «In the End» — имели успех в хит-парадах, а клип «In the End», транслировавшийся по MTV, получил награду как лучший видеоклип года.
В 2000 году группа провела тур по США, неоднократно выступая с известными музыкантами, как Deftones, а также приняла участие в таких фестивалях, как Ozzfest и Rock am Ring. В общей сложности за тот год группа отыграла 320 концертов и выпустила DVD Frat Party at the Pankake Festival. В 2002-м году Linkin Park записали альбом ремиксов Reanimation.

### 2002—2004:Meteora

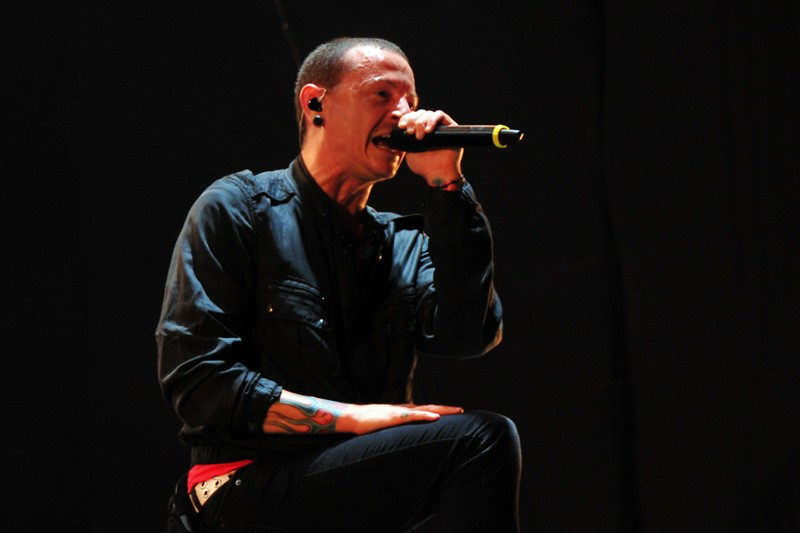
Честер Беннингтон — бывший вокалист группы Linkin Park

В 2003 году вышел второй альбом группы под названием Meteora, возглавивший чарт Billboard 200. Видеоклипы на песни «Somewhere I Belong», «Breaking the Habit» и «Numb» транслировались по MTV и занимали первые места в хит-парадах. Альбом получил ряд наград: премию MTV за лучшее видео («Somewhere I Belong») и Radio Music Awards за лучшую песню («Numb»). На песни «Numb», «Faint», «Papercut», «Points of Authority», «In the End», «One Step Closer» (из альбома Hybrid Theory) и «Lying from You» были записаны ремиксы с участием рэпера Jay-Z. После выпуска этого альбома группа повысила свою популярность в мире до топов мировых хит-парадов. Сингл «Numb» стал самой узнаваемой песней Linkin Park. В конце 2003 года вышел концертный альбом Live In Texas и видео The Making Of Meteora.

### 2006—2008:Minutes to Midnight

Логотип группы, впервые появившийся в 2007 году

15 мая 2007 года вышел альбом Minutes to Midnight, с которым группа отошла от прежнего стиля гибрид и приблизилась по звучанию к классическому року. Значительно уменьшилось число речитативных вставок, музыка стала мелодичнее. Поклонники группы восприняли альбом неоднозначно, оценки разнились от восторженных до крайне негативных. Сам Честер Беннингтон в интервью сказал, что в альбоме Meteora группа была вынуждена следовать давлению фанатов, копируя стиль дебютного Hybrid Theory, но сейчас, с новым звучанием, Linkin Park «чувствует себя комфортно».
7 сентября 2008 года группа стала лауреатом премии MTV Video Music Awards в номинации «Лучший клип в стиле рок».
25 ноября 2008 года вышел DVD Road to Revolution: Live at Milton Keynes, на котором записан один из концертов в рамках европейского тура.
Песня «What I’ve Done» стала заглавным треком фильма «Трансформеры», а песня «Leave Out All The Rest» прозвучала в титрах фильма «Сумерки».

### 2008—2011:A Thousand Suns
18 мая 2009 года вышел новый сингл Linkin Park под названием «New Divide». Трек был специально записан для фильма «Трансформеры: Месть падших», который вышел 24 июня. Клип на «New Divide» Linkin Park выпустили 13 июня. На YouTube этот клип набрал более 600 миллионов просмотров по состоянию на 2024 год.
«New Divide» быстро сделала карьеру на радио, став третьим синглом, одновременно попавшим в первую десятку Billboard Hot 100 и Alternative Songs (до этого момента такое удалось сделать только двум песням — Coldplay «Speed of Sound» и ещё одному треку Linkin Park «What I’ve Done»). Кроме того, «New Divide» стала лучшей в карьере коллектива песней, дебютировавшей в Billboard Hot 100, а также лучшим дебютным синглом в альтернативных чартах более чем за год. Linkin Park является одной из пяти групп, чьи три сингла дебютировали в Top 10 альтернативных чартов за всю их 20-летнюю историю. Кроме Linkin Park, это удалось сделать U2, R.E.M., Pearl Jam, Red Hot Chili Peppers.
14 сентября 2010 группа выпустила четвёртый студийный альбом A Thousand Suns. Альбом был слит в сеть за неделю до официального релиза — 7 сентября.
Название альбома связано с атомной бомбой и концом света. Он, как и Minutes to Midnight, был встречен неоднозначно, ввиду изменения звучания группы.
За первую неделю продаж альбом разошёлся тиражом 523 тысяч экземпляров и возглавил Global Album Chart и Billboard Top 200, также пластинка, помимо США, возглавила альбомные чарты в 15 странах, в Великобритании альбом стал вторым. К концу 2010 года продажи A Thousand Suns в мире достигли 1 700 000 экземпляров, в дальнейшем альбом признан самым продаваемым рок-альбомом года в США и самым успешным интернациональным альбомом в Японии, в Германии группа получила награду Echo в номинации Gruppe Rock/Alternative international. Альбом также стал золотым по итогам продаж лицензионных CD в России за 2010 год, что значит, что число проданных экземпляров достигло 5 тысяч.
Первый сингл «The Catalyst» вышел 2 августа, отрывок трека был представлен группой в трейлере видеоигры Medal of Honor, который срежиссировал Джо Хан, премьера полного сингла произошла на BBC Radio 1. 26 августа группа презентовала видеоклип «The Catalyst» на сайте mtv.com, режиссёром также стал Джо Хан. Видео вошло в десятку лучших видеоклипов по версии MTV Best Of 2010 — Top 10 Most Watched Videos.

Через месяц после релиза дебютного сингла состоялась премьера промопесни из A Thousand Suns — «Wretches and Kings», и в этот же день на официальном канале Linkin Park на YouTube был выложен новый эпизод LPTV под названием «Megaphone Brad», в котором показано, как Майк Шинода и Брэд Дэлсон работали над песней «When They Come for Me», и в нём можно услышать несколько отрывков из этой песни.
3 сентября Warner Music Group DE в своем официальном профиле на аудиохостинге SoundCloud разместили 28-секундный отрывок из следующего сингла Linkin Park под названием «Waiting for the End». 7 сентября полную версию этой песни группа представила на MySpace, полноценный релиз произошёл 1 октября 2010 года. Сингл позволил группе в десятый раз возглавить чарт Alternative Songs, также трек стал одним из самых проигрываемых синглов группы на радио. Видеоклип был номинирован на MTV Video Music Awards в категории «Лучшие спецэффекты».
22 февраля состоялась премьера видеоклипа на третий сингл из альбома «Burning in the Skies», полноценный сингл вышел 21 марта 2011 года.
27 мая 2011 года состоялся релиз последнего сингла с A Thousand Suns — «Iridescent», трек является заглавным саундтреком фильма «Трансформеры 3: Тёмная сторона Луны», однако несколько отличается от альбомной версии.

### 2011—2013:Living ThingsиRecharged
В интервью Kerrang! в июне 2011 года Честер Беннингтон рассказал, что группа работает над новой пластинкой в течение последних двух месяцев: «В новых песнях поднимается множество серьёзных вопросов. Музыка великолепна, мы очень воодушевлены перспективами. Нет изобилия шумов и эффектов, есть просто много хорошей музыки. Думаю, мнения о нашем новом диске будут полярными, и мне это нравится. Как художник я хочу видеть реакцию». Настроение песен также эволюционирует: «Мы научились писать серьёзные песни. Мы научились разбираться в политике, религии и прочих вещах. Но с таким подходом легко превратиться в поучающих зануд — мы этого не хотим. Нужно уметь разговаривать с людьми, а не читать им мораль».
В конце января Майк Шинода, находясь на кинофестивале «Сандэнс» как композитор фильма «Рейд», подтвердил информацию о том, что новый альбом выйдет в середине 2012 года.
31 января состоялся LPU видео-чат с Робом Бурдоном. На вопрос фанатов, будет ли альбом агрессивным, ребята ответили положительно (однако слова участников группы не подтвердились — альбом агрессивным не оказался).
24 марта AllAccess Music Group объявила о том, что новый сингл Linkin Park будет называться «Burn It Down», и выйдет он 16 апреля 2012 года. 28 марта данная информация была официально подтверждена Майком Шинодой.
В течение двух недель в разных городах мира проходила игра Scavengers Hunt, по окончании которой, 24 мая в 22:30 по московскому времени, в прямом эфире в Лондонском отделе радиостанции ВВС Radio 1 фанатам была представлена ещё одна песня из альбома, «Lies Greed Misery». Также «Lies Greed Misery» можно услышать в одном из первых трейлеров, показавших геймплей игры Medal of Honor: Warfighter. Песня «Powerless» стала саундтреком к фильму «Президент Линкольн: Охотник на вампиров».
Сингл «Castle of Glass» стал саундтреком к игре Medal of Honor: Warfighter. Песня «Roads Untraveled» использовалась в фильме «Need for Speed: Жажда скорости». 19 октября был выпущен сингл «Lost in the Echo».
12 сентября 2013 года официальный сайт группы сообщил, что 29 октября будет выпущен новый альбом ремиксов Linkin Park под названием «Recharged», который будет представлять собой ремиксы и интерпретации песен из пятого студийного альбома группы Living Things. Название альбома связано с названием новой игры Linkin Park LPRecharge. В лимитированную версию альбома будет входить интерактивная 3D-скульптура, созданная с оглядкой на арты альбома Living Things, 48-ми страничный артбук, диски Living Things и Recharged, а также магнитный стилус, который будет взаимодействовать с жидкостью в 3D-скульптуре для создания неповторимых узоров и рисунков внутри неё. Альбом был выпущен 29 октября на виниле, CD и в цифровом формате лейблами Warner Bros. Records и Machine Shop Recordings.
Recharged стал вторым альбомом ремиксов группы с 2002 года (первым был Reanimation). Продюсерами альбома стали Рик Рубин и Майк Шинода.
Альбом включает в себя ремиксы десяти песен Linkin Park из пятого альбома Living Things, а также новую песню «A Light That Never Comes» (со Стивом Аоки) вместе с версией от Рика. Песня как отдельный сингл была издана 11 октября 2013 года.
Ремикс-версия композиции «Castle of Glass», созданная Майком Шинодой, вошла в официальный саундтрек компьютерной игры Need for Speed Rivals.

### 2013—2015:The Hunting Party
26 марта 2014 Майк заявил в своём твиттере о выходе нового альбома.
Первый сингл из этого альбома, «Guilty All the Same», записан совместно с рэп-исполнителем Ракимом. Также Майк Шинода упомянул о том, что ещё один сингл выйдет до лета. 8 апреля 2014, в интервью Майка для Complex TV, было подтверждено, что новый альбом будет носить название «The Hunting Party». Кроме того, стало известно, что в альбоме будет 12 треков, 4 из которых будут совместными с другими исполнителями — Rakim, Дарон Малакян (System of a Down), Том Морелло (Rage Against the Machine) и Пейдж Гамильтон (Helmet). 17 июня 2014 года состоялся релиз альбома.
На песни «Guilty All the Same», «Until It’s Gone», «Wastelands», «Rebellion» и «Final Masquerade» были сняты клипы. «Guilty All the Same», «Until It’s Gone» и «Final Masquerade» вышли в качестве синглов, «Wastelands» и «Rebellion» стали промосинглами. Клип на «Wastelands» является промоматериалом к «Ultimate Fighting Championship».
Песня «Until It’s Gone» была использована в релизном трейлере игры Transformers: Rise of the Dark Spark. Песня «All for Nothing» стала саундтреком к игре Pro Evolution Soccer. Трек «Wastelands» доступен в Guitar Hero Live.
В 2015 году группа совместно со Стивом Аоки записали песню «Darker than Blood» для его альбома Neon Future II. Данная песня вышла 14 апреля в качестве сингла. 28 февраля того же года часть песни была представлена на концерте Аоки в Чикаго. 15 апреля 2015 года на официальном YouTube-канале Стива Аоки появилось лирик-видео на песню, а 25 июня официальный видеоклип был выложен в сеть лейблом Ultra Music. В клипе показано, как Майк Шинода и Стив Аоки пытаются создать средство, которое могло бы вылечить людей от вируса, превращающего население планеты в зомби.
20 октября Blizzard Entertainment заявили, что Linkin Park отыграют небольшой концерт на BlizzCon 2015.

### 2015—2017:One More Lightи смерть Беннингтона

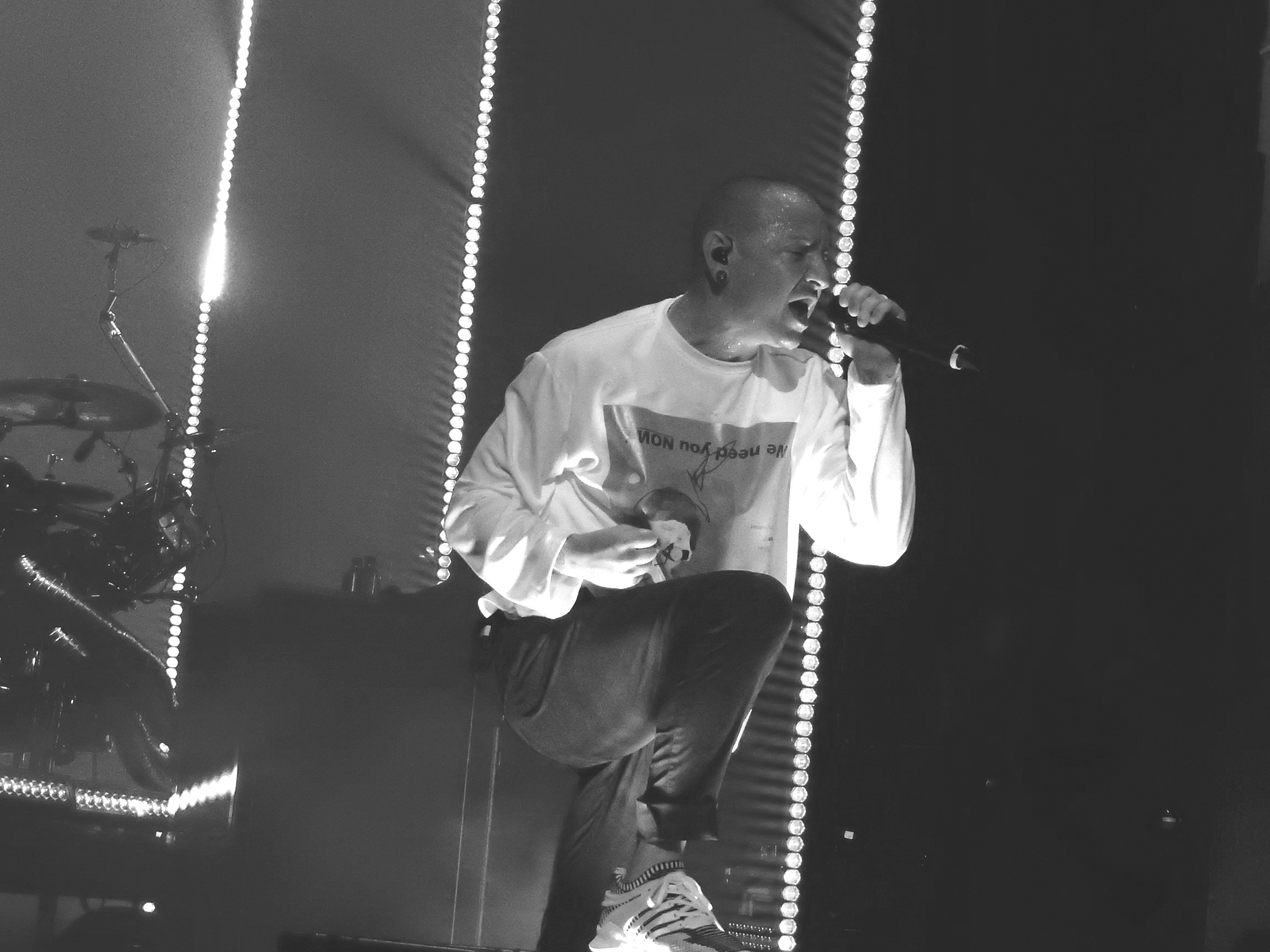
Одно из последних выступлений Беннингтона. 4 июля 2017 года, O2 Brixton Academy, Лондон.

Linkin Park начали работать над новым материалом для седьмого студийного альбома в ноябре 2015 года. Честер Беннингтон прокомментировал направление альбома, заявив: «У нас есть много отличного материала, который, я надеюсь, бросит вызов нашим фанатам, а также вдохновит их так же сильно, как и нас». В феврале 2017 года Linkin Park выпустили промо-ролики в своих аккаунтах в социальных сетях, в которых участвовали Шинода и Беннингтон, готовящие новый материал для альбома. Майк Шинода заявил, что группа придерживается нового процесса при продюсировании альбома. Брэд Делсон уточнил: «Мы записали очень много записей, и мы чётко знаем, как сделать альбом, и на этот раз мы определённо не выбрали лёгкий путь».
Вскоре выяснилось, что первый сингл из нового альбома называется «Heavy» с участием поп-певицы Kiiara. Это был первый раз, когда группа представила вокалистку в оригинальной песне для студийного альбома. Текст песни был написан Linkin Park в соавторстве с Джулией Майклс и Джастином Трантером. Сингл был выпущен 16 февраля. Как и в прошлом, у Linkin Park были загадочные сообщения в сети в связи с новым альбомом. Обложка альбома была раскрыта с помощью цифровых головоломок в социальных сетях; на обложке изображены шесть детей, играющих в океане. Седьмой альбом группы, One More Light, вышел 19 мая 2017 года. Он содержал в себе 10 треков, из которых одноимённый и основной «One More Light» является акустическим. Звучание альбома схоже со звучанием первого сингла «Heavy». В альбоме нет скрима и тяжёлых гитар.
20 июля 2017 года вокалист и фронтмен группы Честер Беннингтон покончил с собой в своём доме в пригороде Лос-Анджелеса в возрасте 41 года. Первым об этом сообщил таблоид TMZ. Спустя некоторое время Майк Шинода подтвердил смерть Честера, написав на своей странице в Twitter следующее:

«Я шокирован, моё сердце разбито, но это правда. Официальное заявление будет сделано, как только возможно».Оригинальный текст (англ.)Shocked and heartbroken, but it's true.  An official statement will come out as soon as we have one.— Майк Шинода
Честер Беннингтон совершил самоубийство в день рождения своего близкого друга Криса Корнелла, фронтмена группы Soundgarden, который также прибегнул к суициду двумя месяцами ранее, таким же способом — через повешение. В спальне Беннингтона нашли недопитую бутылку алкоголя, никакой предсмертной записки он не оставил. Смерть Честера стала полной неожиданностью для членов группы, в этот день группа планировала провести фотосессию, а через неделю отправиться в тур. Спустя всего несколько часов после смерти вокалиста на официальном канале Linkin Park в Youtube был опубликован видеоклип к синглу «Talking to Myself». За первые 24 часа видео собрало более 12 миллионов просмотров, а по состоянию на 25 июля — 30 миллионов.

### 2017—2023: Приостановка деятельности и переиздание альбомов
На следующий день после смерти Беннингтона группа отменила североамериканскую часть своего турне One More Light Tour. Множество музыкантов, друзей и коллег Честера выступили со словами поддержки в адрес группы и семьи. Также на официальном сайте группы было опубликовано послание Честеру от группы:

 Дорогой Честер,
Наши сердца разбиты. Волны горя и отрицания накрывают нашу семью, когда мы пытаемся осознать произошедшее.
Ты изменил так много жизней, пожалуй, даже больше, чем ты мог себе представить. В последние дни мы получаем столько любви и поддержки со всего мира, публично и лично. Талинда и вся семья благодарны за это, и мы хотим, чтобы весь мир знал, что ты был лучшим мужем, сыном и отцом; семья никогда не будет полной без тебя.
Все эти годы, когда мы общались с тобой, твой азарт был заразительным. Твоё отсутствие оставляет пустоту, которую больше никогда не заполнить — твой весёлый, амбициозный, творческий, добрый и щедрый голос больше не звучит в комнате. Мы пытаемся напомнить себе, что те «демоны», которые забрали тебя, всегда были частью твоей жизни. В конце концов, то, как ты пел об этих демонах, немедленно заставляло каждого влюбляться в тебя. Ты бесстрашно выставлял их напоказ и делал это так, что объединял всех нас и делал более человечными. У тебя было огромное сердце, и ты мог не прятать его.
Наша любовь к музыке не угаснет. Пока мы не знаем, что будет в ближайшем будущем, но мы точно уверены, что благодаря тебе жизнь каждого из нас стала лучше. Спасибо тебе за этот дар. Мы любим тебя и очень скучаем.
Пока мы не увидимся снова,
Линкин Парк.Оригинальный текст (англ.)Dear Chester,

Our hearts are broken. The shockwaves of grief and denial are still sweeping through our family as we come to grips with what has happened.
You touched so many lives, maybe even more than you realized. In the past few days, we’ve seen an outpouring of love and support, both public and private, from around the world. Talinda and the family appreciate it, and want the world to know that you were the best husband, son, and father; the family will never be whole without you.
Talking with you about the years ahead together, your excitement was infectious. Your absence leaves a void that can never be filled—a boisterous, funny, ambitious, creative, kind, generous voice in the room is missing. We’re trying to remind ourselves that the demons who took you away from us were always part of the deal. After all, it was the way you sang about those demons that made everyone fall in love with you in the first place. You fearlessly put them on display, and in doing so, brought us together and taught us to be more human. You had the biggest heart, and managed to wear it on your sleeve.
Our love for making and performing music is inextinguishable. While we don’t know what path our future may take, we know that each of our lives was made better by you. Thank you for that gift. We love you, and miss you so much.
Until we see you again,
LP — Linkin Park
28 июля Шинода сообщил, что пожертвования, собранные благотворительным фондом Music for Relief, будут перенаправлены в фонд One More Light, который был создан в память Беннингтона. 4 августа, в день когда группа должна была выступить на шоу «Good Morning America», тринадцатилетняя дочь Криса Корнелла, Тони (которая также является крестницей Беннингтона) появилась вместе с OneRepublic, исполнив «Hallelujah», отдав дань памяти Беннингтону и своему отцу. Ранее эту песню исполнял сам Беннингтон на похоронах Корнелла.
1 августа Крис Мартин, вокалист и фронтмен группы Coldplay, исполнил песню «Crawling» на концерте в Нью-Джерси во время тура группы по США, отдав дань уважения Честеру.

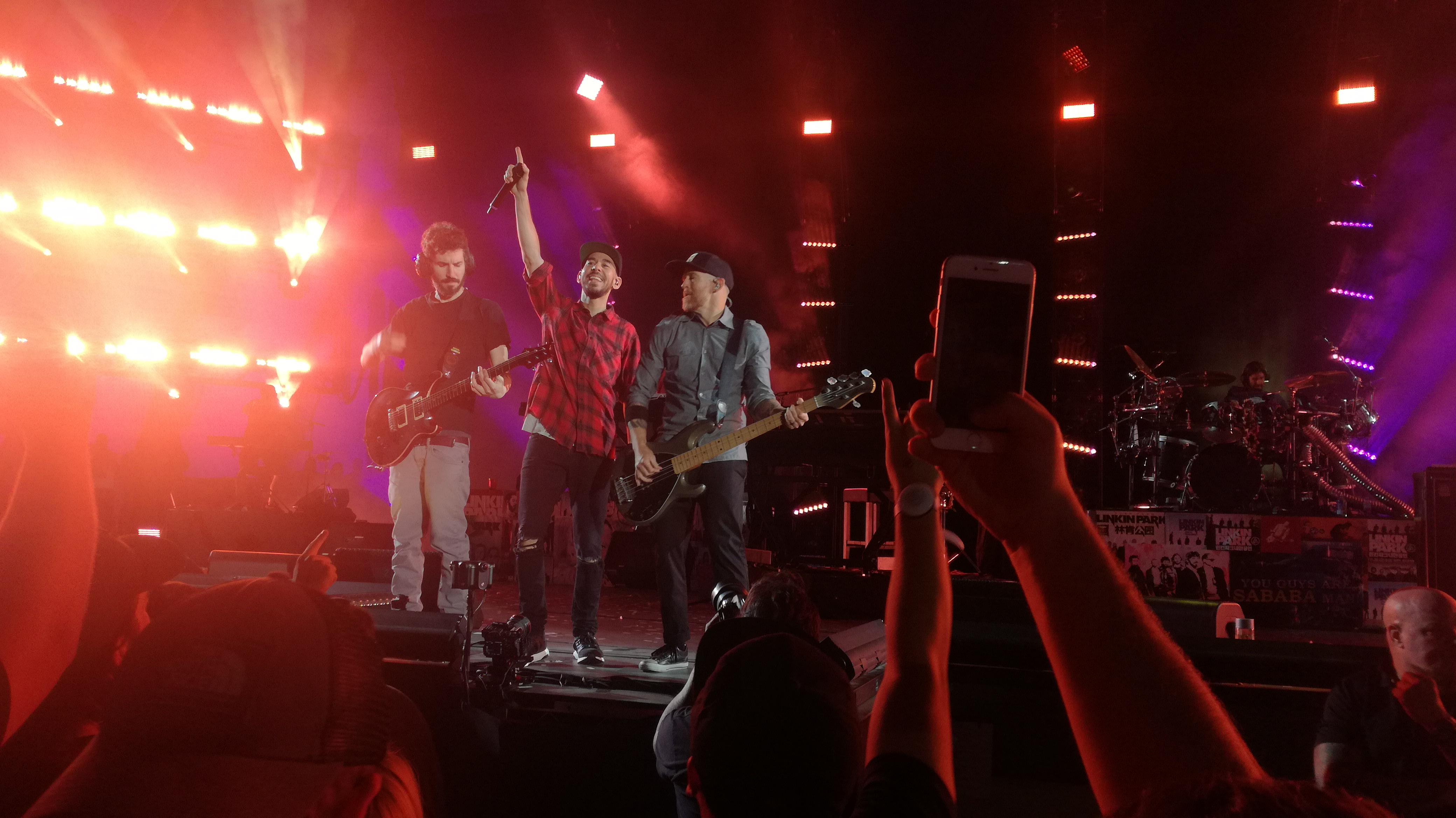
Выступление Linkin Park в Hollywood Bowl, Лос-Анджелес, 27 октября 2017 года.

22 августа Linkin Park объявили о планах провести публичное мероприятие в Лос-Анджелесе в честь Беннингтона. Группа поблагодарила поклонников за их поддержку, прокомментировав следующее: «Вся наша пятёрка от души благодарна за вашу поддержку, пока мы лечим эту рану и строим будущее Linkin Park». Позднее группа подтвердила, что концерт состоится 27 октября в «Голливуд-боул». Это было первым выступлением Linkin Park после смерти Беннингтона. Вместе с Linkin Park на этом трибьют-концерте приняли участие Blink-182 и музыканты групп System of a Down, Korn, Avenged Sevenfold, Bring Me the Horizon, Yellowcard, Sum 41, а также певица Kiiara. Название концерта — Linkin Park and Friends – Celebrate Life in Honor of Chester Bennington. Концерт длился более трёх часов и транслировался в прямом эфире через YouTube.
12 октября в сети был опубликован выпуск передачи «Carpool Karaoke» с участием Майка, Джо и Честера. Видео было снято 14 июля за шесть дней до смерти Честера. Участники шоу ехали в машине и пели свои и чужие песни. Среди композиций, которые исполнили участники Linkin Park, были их песни «Numb», «In the End» и «Talking to Myself», а также песня «Under the Bridge» группы Red Hot Chili Peppers и «Hey Ya» группы Outkast. Ведущим был актёр Кен Джонг. После смерти Честера создатель шоу, Джеймс Корден, заявил, что видео будет выпущено только с согласия семьи музыканта и участников группы. 5 октября вдова музыканта, Талинда Беннингтон, подтвердила, что выпуск будет опубликован в память о Честере.
В ноябре 2017 года группа анонсировала выход концертного альбома One More Light Live, в основу которого легли записи последнего тура с Беннигтоном. Его релиз состоялся 15 декабря 2017 года. 19 ноября Linkin Park получили премию American Music Awards в номинации «Лучший артист в жанре альтернативный рок» и посвятили её Беннингтону. Во время живого чата в Instagram 17 декабря 2017 года Шиноду спросили, будет ли Linkin Park в будущем выступать с голограммой Беннингтона. Он ответил: «Может, не будем делать голографического Честера? У меня даже в голове не укладывается голографический Честер. Правда, я слышал, как люди, не имеющие отношения к группе, предполагают такое, а ведь это абсолютно исключено. Как я могу, блин, вообще с таким свыкнуться?».
28 января 2018 года Майк отвечал на вопросы в Твиттере. Один пользователь спросил: «Майк, что будет с Linkin Park в будущем?» Шинода ответил: «У меня есть все желания продолжить работу с LP, и ребята чувствуют то же самое. У нас есть планы на перестройку, которые нужно выполнить, и вопросы, на которые нужно ответить, поэтому потребуется время».
17 апреля 2018 года Linkin Park были номинированы на премию Billboard Music Awards 2018 года, наряду с Guns N' Roses, Panic! at the Disco и Twenty One Pilots.
18 мая 2018 года группа была награждена премией имени Джорджа и Айры Гершвин за музыкальные достижения в Калифорнийском университете в Лос-Анджелесе.
18 февраля 2019 года Шинода в интервью сказал, что группа рассматривает продолжение своей деятельности, но ещё не решено, в каком формате. Он заявил: 

«Я знаю остальных [членов группы — прим. ред.] — они любят выступать на сцене, любят работать в студии, и не делать всего этого было бы — я даже не знаю — как-то нездорово, что ли… <***> Я не задаюсь целью искать нового вокалиста. Если это и случится, то это должно произойти естественно. Если мы найдем кого-то, кто будет хорошим человеком и подойдёт по стилю, я могу представить, что мы попробуем работать с кем-то ещё. Я бы никогда не хотел ощутить, словно мы заменяем Честера»— Майк Шинода
В период между смертью Беннингтона и 2020 годом группа находилась в «неопределённом перерыве», пока 28 апреля 2020 года басист Дэйв Фаррелл не сообщил, что группа работает над новой музыкой.
13 августа 2020 года в социальных сетях группы появилось видео в честь 20-летия первого альбома группы — Hybrid Theory. В этот же день вышел сингл альбома, «She Couldn’t». Эта песня была записана в 1999 году и не была включена в релизную версию Hybrid Theory. Также на сайте группы появилась возможность оформить предзаказ на бокс-сет в честь 20-летия Hybrid Theory, который поступил в продажу 9 октября 2020 года.
На одном из стримов Майк Шинода сказал следующее: «В #HybridTheory20 войдут 12 ранее неизданных треков. На некоторых из них даже не будет Честера. В бокс-сет входит также книга с тысячами старых фотографий, которые никто, наверное, даже и не видел. Родители Роба перебрали кладовку в поисках старых коробок, чтобы найти всё это».
23 сентября 2020 года на канале группы вышло видео, в котором Майк Шинода распаковывает бокс-сет юбилейного издания Hybrid Theory. 9 октября состоялся релиз издания Hybrid Theory в честь 20-летия альбома. В день релиза юбилейного издания на YouTube-канале группы было выложено 69 видео — все песни, вошедшие в Hybrid Theory 20th Anniversary Edition. Также были обновлены обложки всех видеоклипов песен из оригинального Hybrid Theory, сами видео были обновлены до HD-качества. 29 октября, отвечая на вопрос о том, будет ли группа снова выступать на концертах, Майк Шинода заявил: «Сейчас не время [для возвращения группы]. Мы не сосредоточены на этом. Мы ещё не все просчитали. И я не имею в виду финансовую составляющую, я имею в виду эмоциональную и творческую составляющую».
В апреле 2022 года, во время прямой трансляции на Twitch, Майк Шинода вновь заявил: «Единственная новость по поводу Linkin Park, которая у меня есть для вас, — это то, что… Да, мы разговариваем каждые несколько недель — я разговариваю с ребятами с группы, и у нас нет в планах никаких туров, никакой новой музыки, нет альбомов в разработке. Просто имейте в виду, что сейчас этого не происходит».
В феврале 2023 года группа запустила на своём веб-сайте интерактивную игру, посвящённую 20-летию выпуска своего второго альбома — Meteora. 6 февраля группа показала отрывок ранее не издававшееся демо песни «Lost», которая была записана в 2003 году для Meteora. В этот же день было анонсировано переиздание Meteora, которое будет включать в себя три вида издания: подарочный CD-диск, виниловый бокс-сет и супер-подарочное издание. Песня «Lost» была официально выпущена 10 февраля вместе с клипом, частично отрисованным вручную, частично созданным нейросетью Kaiber в стиле аниме на основе видеозаписей группы. Клип содержит множество отсылок на раннее творчество группы, включая отсылки к клипам «Numb», «Breaking the Habit», «New Divide» и «Faint». В заявлении для прессы Майк Шинода сказал: «Найти этот трек было всё равно, что найти любимую фотографию, про которую вы забыли, и она как будто ждала подходящего момента, чтобы проявиться. Годами фанаты просили нас выпустить что-нибудь с голосом Честера, и я очень рад, что мы смогли сделать это таким особенным образом. Я думаю, они будут поражены, когда услышат все невероятные неизданные песни и видеоматериалы в Meteora|20».
Записанная в период работы над альбомом One More Light песня «Friendly Fire» была выпущена 23 февраля 2024 года.

### 2023 — настоящее время: Возвращение и альбомFrom Zero
В 2023 году группа обратилась к Армстронг и Бриттену с предложением воссоединиться под названием Linkin Park, чтобы записать и выпустить новую музыку, а также исполнить старые песни группы.
30 апреля 2024 года Billboard сообщил, что агентство по бронированию Linkin Park WME приняло предложения как о потенциальном реюнион-туре, так и о выступлениях на фестивалях в 2025 году, в состав которых войдут Шинода, Делсон, Фаррелл и вокалистка вместо Беннингтона. 24 августа группа, без каких-то объяснений, запустила 100-часовой обратный отсчёт до 28 августа, а в нулевой точке пустила его обратно, создав глитч на 09:05. На мероприятии 5 сентября Linkin Park объявили, что Эмили Армстронг из Dead Sara станет новой вокалисткой группы, а также о новом барабанщике группы Колине Бриттэне, заменившем Роба Бурдона, который решил уйти из группы. Кроме того, группа выпустила «The Emptiness Machine», главный сингл с будущего альбома группы From Zero, который вышел 15 ноября 2024 года.
Приход Армстронг в Linkin Park вновь привлёк внимание к её предполагаемой поддержке Дэнни Мастерсона до его осуждения за изнасилование в 2023 году и связям с Церковью саентологии, о которых впервые сообщил вокалист групп The Mars Volta и At the Drive-In Седрик Бикслер-Завала ещё в 2023 году, заявляя, что Linkin Park «не проявили должной осмотрительности, прежде чем нанять её»; один из сыновей Беннингтона сказал, что Linkin Park «предали доверие» фанатов, изменив состав группы. Армстронг ответила на критику в Instagram, заявив, что не общалась с Мастерсоном с момента судебного заседания 2020 года, на котором она присутствовала и осудила его преступления, однако она не прояснила свой статус в саентологии.
После объявления о возвращении группы Linkin Park отправились в шестидневный тур по аренам на четырёх континентах, который начался 11 сентября в Kia Forum в Инглвуде, а завершится в Coliseo Medplus в Боготе 11 ноября. 24 сентября список шоу пополнился ещё тремя выступлениями, тур продлился до 15 ноября, а на разогреве выступят Bad Omens, Helmet, Джин Доусон и Sleep Token. По словам Шиноды, Linkin Park будут «активно гастролировать» в 2025 году. После того как Алекс Федер выступил вместо него на мероприятии, посвящённом возвращению группы, Делсон объявил о своём решении отказаться от гастролей, чтобы сосредоточиться на «закулисных» аспектах группы. Отзывы о 27-песенном шоу в Los Angeles Times, USA Today и Variety были положительными. Второй сингл альбома, «Heavy Is the Crown», был выпущен 24 сентября 2024 года и будет использоваться в качестве главной темы для чемпионата мира по League of Legends от Riot Games.
24 октября группа опубликовала сингл «Over Each Other» и клип на него. Клип был снят в Южной Корее Джо Ханом, в нём снялись Эмили Армстронг и южнокорейская актриса Кон Сонха. Вокал в песне исполняет лишь Эмили.
За несколько дней до выхода From Zero, на концерте в Далласе 8 ноября, группа впервые исполнила вживую неизданную тяжёлую песню с альбома «Casualty». На том же концерте Пейдж Гамильтон впервые исполнил вживую с группой песню «All for Nothing» с альбома The Hunting Party. 13 ноября группа выложила песню «Two Faced» и клип на неё.

## Наследие и влияние
В общей сложности, Linkin Park продали более 100 миллионов экземпляров своих альбомов по всему миру. Первый студийный альбом группы, Hybrid Theory, является одним из самых продаваемых альбомов в США (12 миллионов копий) и во всём мире (30 миллионов копий). По оценкам Billboard, Linkin Park заработали 5 миллионов долларов США в период с мая 2011 года по май 2012 года, что сделало их 40-м самым высокооплачиваемым музыкальным исполнителем. 11 синглов группы заняли первое место в чарте Billboard Alternative Songs, второе место среди всех исполнителей.
В 2003 году MTV2 назвал Linkin Park шестой по величине группой эпохи видеоклипов и третьей лучшей группой нового тысячелетия. Billboard поставил Linkin Park на 19-е место в чарте «Лучшие артисты десятилетия». Группа была признана величайшим артистом 2000-х в опросе Bracket Madness на канале VH1. В 2014 году Kerrang! объявил группу «главнейшей рок-группой в мире». В 2015 году Kerrang! дал «In the End» и «Final Masquerade» две верхние позиции в списке Kerrang! Rock 100.
Честер Беннингтон был признан одним из величайших рок-вокалистов своего поколения. Издание Hit Parader поместило его на 46 место в своём списке «100 метал-вокалистов всех времён», а издание Billboard выпустило статью с заявлением о том, что Беннингтон «перевернул вселенную ню-метала».
Linkin Park стала первой рок-группой, набравшей более миллиарда просмотров на YouTube. Linkin Park также стала пятнадцатой по популярности страницей на Facebook, десятой по популярности артистом и самой популярной группой, за которой следуют Black Eyed Peas. «Numb» — третья, а «In the End» — шестая «вечная песня» на Spotify. Данные две песни делают Linkin Park единственным артистом, у которого есть две вечных песни в первой десятке.
Дебютный альбом группы — Hybrid Theory, был включён в издание 2005 года книги «1001 Albums You Must Hear Before You Die» (с англ. — «Тысяча и один музыкальный альбом, который стоит прослушать, прежде чем вы умрёте»), а также занял 11-е место в списке лучших альбомов 2000-х по версии Billboard. Помимо этого, альбом был включён в список 150 лучших альбомов поколения по версии Rock Sound и 50 лучших рок-альбомов 2000-х по версии Kerrang!. Альбом Meteora был включён в список 200 лучших альбомов десятилетия по версии Billboard на 36 место. Meteora был продан тиражом 20 миллионов копий по всему миру. Совместный мини-альбом Collision Course с Jay-Z стал вторым мини-альбомом, который возглавил Billboard 200, за первую неделю было продано более 300 000 копий после Jar of Flies от Alice in Chains в 1994 году. В то время в США это были самые большие продажи за первую неделю 2007 года: было продано 625 000 альбомов. В Канаде альбом был продан тиражом более 50 000 копий за первую неделю и дебютировал под номером один в Canadian Albums Chart. По всему миру было продано более 3,3 миллиона копий альбома за первые четыре недели после выпуска.
Джон Караманика — журналист из New York Times, сказал, что Linkin Park «довели столкновение хард-рока и хип-хопа до своего коммерческого и эстетического пика» в начале 2000-х. Linkin Park повлияли на творчество множества рок- и не рок-исполнителей, в том числе Of Mice & Men, One OK Rock, Kutless, My Heart to Fear, Ill Niño, Bishop Nehru, Misono, From Ashes to New, Bring Me the Horizon, Coldrain, Red, Girl on Fire, Alt-j, Manafest, Spyair, Hardy, Silentó, 3OH!3, The Prom Kings, I Prevail, Crossfaith, AJ Tracey, Kiiara, the Chainsmokers, Lupe Fiasco, The Devil Wears Prada, Kevin Rudolf, Steve Aoki, Blackbear, Amber Liu, Machine Gun Kelly, Billie Eilish, Starset, Tokio Hotel, the Weeknd, Duki, Stormzy и Imagine Dragons.
20 августа 2020 года, в свой 20-летний юбилей, Linkin Park совместно с ритм-игрой в виртуальной реальности Beat Saber выпустили 11 карт на основе своих песен.

## Состав группы
| Текущий: - Майк Шинода — соведущий вокал, рэп, клавишные, семплы, синтезатор (1996—2017, 2023—н. в.), ритм-гитара (2000–2017, 2023—н. в.) - Брэд Дэлсон — соло-гитара (1996—2017, 2023—н. в.); бэк-вокал (2000—2017, 2023—н. в.), клавишные, синтезаторы, семплы (2007—2017, 2023—н. в.) - Дэвид Фаррелл — бас-гитара (1996—1999, 2000—2017, 2023—н. в.); бэк-вокал (2002—2017, 2023—н. в.); клавишные, сэмплы (2008—2017) - Джо Хан — диджей, синтезаторы, семплы, программирование (1996—2017, 2023—н. в.); бэк-вокал (2000—2017, 2023—н. в.) - Эмили Армстронг — ведущий вокал (с 2023) - Колин Бриттэн — ударные, перкуссия, бэк-вокал (с 2023) Текущий концертный музыкант - Алекс Федер — соло-гитара (2024—наши дни) | Бывшие участники: - Роб Бурдон — ударные, перкуссия (1996—2017); бэк-вокал (2000—2017) - Марк Уэйкфилд — ведущий вокал (1996—1998) - Честер Беннингтон — ведущий вокал (1999—2017; его смерть) - Кайл Кристнер — бас-гитара (1999) Бывшие концертные музыканты - Скотт Козиол — бас-гитара (2000) |

Временная шкала

## Дискография
- 2000 ― Hybrid Theory
- 2003 ― Meteora
- 2007 ― Minutes to Midnight
- 2010 ― A Thousand Suns
- 2012 ― Living Things
- 2014 ― The Hunting Party
- 2017 ― One More Light
- 2024 — From Zero

## Концертные туры
В качестве ведущего исполнителя
- Hybrid Theory World Tour[англ.] (2001)
- Projekt Revolution[англ.] (2002—2008, 2011)
- LP Underground Tour (2003)
- Meteora World Tour (2004)

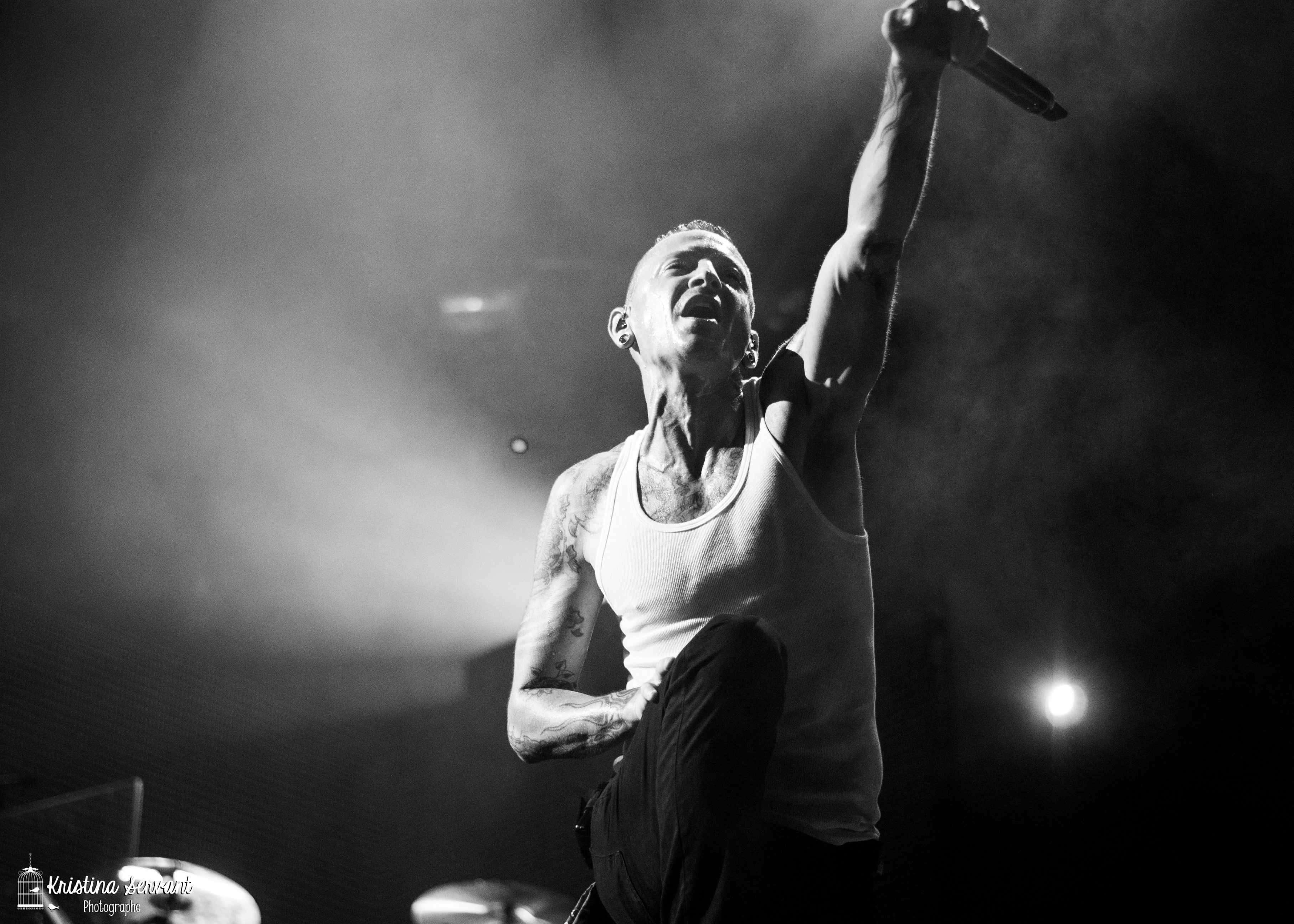
The Carnivores Tour, 2014 год

- Minutes to Midnight World Tour[англ.] (2007-08)
- International Tour[англ.] (2009)
- A Thousand Suns World Tour[англ.] (2010-11)
- Living Things World Tour[англ.] (2012-13)
- The Hunting Party Tour[англ.] (2014-15)
- One More Light World Tour[англ.] (2017)
- Linkin Park and Friends: Celebrate Life in Honor of Chester Bennington[англ.] (2017)
- From Zero World Tour[англ.] (2024)

В качестве приглашённого исполнителя
- 11th Annual Honda Civic Tour[англ.] (2012)
- Carnivores Tour[англ.] (совместно с Thirty Seconds to Mars) (2014)

## Дополнительные факты
- 23 июня 2011 года на концерте Linkin Park состоялся флешмоб, который прошёл в Москве на Красной площади[184][185]. Затем французы повторили московский флэшмоб у себя на Родине 1 июля[186].
- 30 апреля 2010 года выпустили[кто?] игру для iPhone 8-Bit Rebellion![187]. В качестве поощрения за прохождение игры игроку предоставляется возможность прослушать эксклюзивный трек «Blackbirds». А 24 сентября на iPhone вышла игра Linkin Park Revenge в стиле Guitar Hero[188].
- Джазовый музыкант Эрик Льюис[англ.] заявил, что благодаря музыке Linkin Park он, поначалу разочаровавшись в джазовом мире, снова начал творить. По совету знакомых послушав песню «Somewhere I Belong», он услышал голос Честера Беннингтона, который напомнил ему звук саксофона Джона Колтрейна, а гармония — музыку Майлса Дейвиса, и вдохновившись этим, Льюис снова начал работать, создал проект Rockjazz[189].